# 亚丁·阿卜杜拉·奥斯曼·达尔
亞丁·阿卜杜拉·奧斯曼·達爾（1908年—2007年6月8日）是索馬里自1960年獨立以來第一任總統。

## 生平
亞丁·阿卜杜拉·奧斯曼·達爾出生於意属索馬里希蘭區的贝莱德文(Beledweyne)。在公立學校畢業後，他為政府部門打工，由此獲得管理的經驗。後來，他投身於自己的事業。1944年二月，他加入了索馬里青年會（後改稱索馬里青年联盟），成為了該組織管理層成員。1946年本身為哈維耶族族人的他被任命為Secretary of the Belet Weyne section of the party。
1951年 the Regional Council of Mudug 指派他負責the Territorial Council的工作，自此阿登·阿卜杜拉·奧斯曼就無間斷地出任SYL的代表，直到1956年2月。
亞丁·阿卜杜拉·奧斯曼·達爾對研究法律、社會學、經濟學甚有興趣。除了索馬里語，他也通曉義大利語、英語與阿拉伯語。在1967年總統競選中，他被對手阿卜迪拉希德·阿里·舍馬克所打敗。他的總統任期在1967年6月10日屆滿。
根據索馬里共和國的憲法，離任的總統可以享有共和國國會會員的終生資格。奥斯曼成為了國家政治元老，致力維持的索馬里持久和平。